# Kleider machen Leute (1921)
Kleider machen Leute (Untertitel: Filmspiel aus einer glücklicheren Zeit in 5 Akten, Alternativtitel: Bräutigam auf Kredit) ist eine österreichisch-deutsche Literaturverfilmung von 1921 unter der Regie von Hans Steinhoff, der mit diesem Film sein Debüt gab. Die Hauptrollen sind mit Hermann Thimig und Dora Kaiser besetzt. 
Das Drehbuch entstand nach Motiven der gleichnamigen Novelle von Gottfried Keller. 

## Handlung
Die Handlung spielt in der Biedermeierzeit, das Spitzweg-Milieu wird optisch zum Leben erweckt: Der Schneider Jaro Strapinsky wird von seinem Meister in Seldwyla entlassen, als dieser ihn erwischt, wie er im Frack eines noblen Herrn vor dem Spiegel posiert. Nun befindet er sich auf der Suche nach einer neuen Anstellung. Vom Kutscher eines Grafen wird Strapinsky mit in den Ort Goldach genommen, wo man ihn aufgrund seiner vornehmen Kleidung, und weil er mit einer prächtigen Kutsche eintrifft, für den im Ort erwarteten Grafen hält. Obwohl der Schneider anfangs versucht, das Missverständnis aufzuklären, gibt er nach einiger Zeit auf, da die angesehenen Bürger der Stadt ihre eigene Sicht der Dinge haben, und davon überzeugt zu sein scheinen, dass eine Verbindung mit ihm, dem Grafen, ihnen persönliche und geschäftliche Vorteile bringen würden. Als die Summe, die Strapinsky dem Wirt des Gasthauses „Zur goldenen Waage“ schuldet, immer höher wird, kommen dem Schneider Fluchtgedanken. Seine Versuche, sich davonzustehlen, sind jedoch nicht von Erfolg gekrönt. Es gelingt Strapinsky nicht, die Rolle, in die man ihn gedrängt hat, abzulegen wie er dies mit einem schlecht sitzenden Anzug tun würde. Erschwerend kommt  hinzu, dass er sich in Nettchen, die Tochter des Amtmanns, verliebt hat. Auch Nettchen hat Gefallen an ihm gefunden. Jedoch hat Melchior Böhnli aus Goldach etwas gegen eine solche Verbindung. Er hat sich schon lange Hoffnung auf die junge Frau gemacht, und Strapinsky mit Argusaugen beobachtet. So hegt er alsbald schon den Verdacht, dass Strapinsky ein Hochstapler ist, dazu tragen nicht nur seine verräterisch zerstochenen Finger bei. 
Am Hochzeitstag von Nettchen und Jaro entlarvt er den Bräutigam und verkündet den entrüsteten Bürgern, dass sie auf einen armen kleinen Schneider hereingefallen seien. Nettchen lässt sich jedoch nicht beirren, da ihre Liebe zu Jaro echt ist, hält sie zu ihm. Zusammen will das junge Paar sich eine Zukunft aufbauen. 

## Produktionsnotizen
Gedreht wurde der Film in den Monaten Juni, Juli und August 1921. Die Außenaufnahmen entstanden im Wienerwald, in der Umgebung von Wien, Nähe Hütteldorf. Für die Innenausstattung war Hans Neumann verantwortlich, für die Ausstattung allgemein Hans Dostal und Robert Reich, für die Kostüme Karl Alexander Wilke. Die Trickzeichnungen fertigte Mayblond (Michael Maybaum) nach Ideen von Hans Steinhoff an. 
„Das überlieferte, vom Bundesarchiv-Filmarchiv restaurierte Fragment basiert auf einer viragierten und getonten Nitro-Kopie des 2. Aktes des Films.“ Der Film hatte ursprünglich eine Länge von 1.893 Metern zu 5 Akten (viragiert). Das überlieferte Fragment ist 326 bis 335 Meter lang (14 Minuten, 21 Bilder pro Sekunde). Kleider machen Leute befand sich im Verleih der Hansa-Film (UFA) beziehungsweise Sascha-Film der UFA. Steinhoff drehte seinen ersten Film in Personalunion, indem er als Produzent auftritt, am Drehbuch mitschreibt, für die Inszenierung verantwortlich zeichnet und Anregungen für die Zwischentitel liefert, die sich charmant-originell darstellen. Als besondere Attraktion galt es, dass Steinhoff für eine der Rollen den Burgtheater-Star Hugo Thimig gewinnen konnte, der hier zum ersten Mal gemeinsam mit seinen Söhnen Hermann und Hans auftrat. Für Hans Thimig war es sein Debüt im Film. Nicht richtig ist die immer wieder lancierte Information, dass Hans Moser hier in einer seiner ersten Filmrollen aufgetreten sei. Bei Josef Moser handelt es sich um einen Hofschauspieler, der dem später so beliebten Star Schauspielunterricht gab. Aus Dankbarkeit soll Johann Julier, wie Moser eigentlich hieß, dessen Nachnamen angenommen haben.
Nachdem die Zensur den Film am 19. Dezember 1921, Nr. B 4962, für jugendfrei erklärt hatte, fand die Uraufführung am 29. Dezember 1921 im U.T. Kurfürstendamm in Berlin statt. Die Uraufführung in Wien war am 22. September 1922.
Für den zur UFA gehörenden Hansa-Verleih brachte der Film nur Verluste ein, anders sah es mit dem Regisseur aus, der einen Vertrag mit der angesehenen, in Berlin ansässigen Gloria-Film ergattern konnte.

## Filmdeutung
Elisabeth Büttner äußerte sich in einem Prolog zum Film dahingehend, dass die Frage nach dem Glück gestellt werde. Es komme für den Protagonisten unerwartet und er befinde sich zu seinem eigenen Erstaunen in der geltenden Hierarchie einige Stufen nach oben gehievt.  Er sei zugleich Nutznießer aber auch Opfer einer Verwechslung. Nur weil er ein feines Gewand trägt, glauben seine Mitbürger, einen edlen Herrn vor sich zu haben, in dessen prominenten Glanz sie sich nur allzu gern selbst sonnen. Erst nach und nach begreife der Schneider seine neue Rolle als Glücksfall für sein Leben, in die er sich dann auch zögernd füge. Die Frau, die ihn von Anfang an mag, wisse, was Glück für sie bedeuten könne. Anfangs habe sie jedoch mit den Schwierigkeiten zu kämpfen, dass das „Objekt der Glücksverheißungen“ sie glatt übersehe. Ihrem Erfindungsreichtum und auch dem Zufall verdanke sie es, dass sie eine Chance erhalte und auch ergreife. Trotz mehrerer Optionen von Glück, wanke sie jedoch keine Sekunde.
Im Filmarchiv Österreich heißt es: „Die Goldacher Honoratioren werden in ihrer Selbstgefälligkeit greifbar, der Witz der Zwischentitel amüsiert, eine Animation überführt die Taggeschichte in die nächtliche Traumwelt. Der Rauch lässt die Sinne in Verwirrung geraten und selbst die Standfestigkeit von Kirchtürmen kann angezweifelt werden. List regiert.“

## Kritik
Der Film wurde seinerzeit von der Kritik „hoch gelobt“ und „Steinhoff als vielversprechendes, neues Talent gefeiert“. Beim Publikum dagegen fiel Steinhoffs Verfilmung durch. Kleider machen Leute sei „ein Fest der Sinne, der Farben, der Überrumpelung“ heißt es im Filmarchiv Österreich. Weiter wird darauf Bezug genommen, dass der Film nur als Fragment vorliege, was jedoch kein Manko sei, „denn der unvollständige Charakter verdichte[…] den Esprit des Films“. Dass im Film im Gegensatz zu Kellers Vorlage der „gesellschaftskritische Ansatz unter den Tisch“ falle, vergebe man dem Film „dank seiner professionellen und liebevollen Umsetzung gern“.
Im Film-Kurier vom 30. Dezember 1921 war zu lesen: „Das Blauäugige, das fröhliche Tirili einer solchen Gottfried Kellerschen Geschichte darstellen zu können, ohne daß die Heiterkeit deplaziert und das Ganze wie eine Persiflage auf die Frisch-From-Fröhlichkeit des phantasielos Romantischen erscheint, beweist außerordentliche Qualitäten eines Regisseurs. Hans Steinhoff, … , darf mit diesem österreichischen Film unter unsere Luxusregisseure gerechnet werden, er hat mitten in einer Wildnis von konservativen Begriffen am Anfang einer Entwicklung, die noch in totaler Mittelmäßigkeit steckt, einen Sprung über mehrere Etappen getan, der auch absolut bedeutsam ist.“
E. K. schrieb in der Deutschen Allgemeinen Zeitung vom 1. Januar 1923: „Hans Steinhoff führt eine ausgezeichnete stilwahre und künstlerisch überaus anerkennenswerte künstlerische Regie, die wirklich eine 'glücklichere' Biedermeierzeit zurückzaubert und amüsante und trauliche Motive zu finden weiß. Es ist ein absolut deutsches Spiel mit all der vertrauten Schönheit, die wir an Gottfried Keller lieben. In der bisweilen schlichten, anspruchslosen Art erinnert Steinhoffs Regie an Langs 'Müden Tod'. Ein großer Erfolg der Ufa. … Um diesen einen Film pust' ich auf allen Sensationskitsch, auch wenn er von Lubitsch ist.“
Der Berliner Börsen-Courier war der Meinung, dass sich im Allgemeinen schwer feststellen lasse, „inwieweit schnell abrollende Filme einem literarischen Vorbild gefolgt“ seien. Sicher sei jedoch „in diesem Werk web[e] Geist vom Geist Kellers, von jenem Schweizer Geist, wie er heute wohl nicht mehr leb[e], wie er aber auch jetzt noch allen Sehnsüchtigen vorschweb[e]“. Weiter heißt es: „Und so kommt alles in diesem liebenswürdigen Film – diese reizendharmlosen Knittelverse, die die hübsche Handlung vom Liebesfrühling des Schneidergrafen umspielen, die wirklich künstlerischen Trickzeichnungen (eine kleine Kostbarkeit: der Traum des Schneiderleins), sonnige Aspekte und nicht zuletzt das herrlich blöde Spiel des Schneidergrafen, alias Bräutigams auf Kredit Hermann Thimig – auf das Glücklichste einem seltsamen Zug der Zeit entgegen: sich zurückführen zu lassen in das Märchenland einer scheinbar sorglosen, sicher aber goldneren, ruhigeren Urväterzeit. Und sich so zugleich am Jahresende mit neuer Hoffnung auf eine glücklichere Zukunft zu erfüllen.“